# 블루 월 (영국)
영국 정치에서 블루 월(Blue wall)은 전통적으로 보수당에 투표했지만, 일반적으로 브렉시트에 반대했고 자유민주당이나 노동당에 의해 잠재적으로 취약하다고 여겨지는 남잉글랜드의 선거구들을 의미한다. 이러한 변화는 2017년 영국 총선 (노동당이 1918년부터 보수당 의원이 차지했던 캔터베리를 얻었을 때)과 2019년 영국 총선 (자유민주당이 세인트올번스를 얻고 노동당이 퍼트니를 얻었을 때)의 영국 총선에서 두드러졌다. 2024년 영국 총선에서 이 의석들 중 상당수가 실제로 자유민주당과 노동당으로 넘어갔다.

## 개요
블루 월은 레드 월의 역개념으로, 2019년 8월에 북잉글랜드, 미들랜즈, 웨일스에서 오랫동안 노동당이 차지했으며, 2019년 총선에서 보수당이 다수를 얻은 지역을 설명하기 위해 만들어진 용어이다. 유고브는 블루 월을 "현재 보수당이 차지하고 있으며; 2016년에 잔류에 투표했고; 인구 중 학위 소지자의 비율이 평균보다 높은(25% 이상)" 의석들로 정의한다.
이 용어는 2021년 체셤과 애머셤 보궐선거 이후 크게 사용되었는데, 이 선거에서 자유민주당이 보수당의 큰 다수표를 뒤집었다; 에드 데이비 자유민주당 대표는 자신의 당의 승리를 상징하기 위해 오렌지 망치로 문자 그대로 파란 벽돌을 무너뜨렸다. 그는 나중에 "남부의 블루 월은 자유민주당에 의해 많은 선거구에서 차지될 수 있다고 믿는다"고 말했다. 2021년 7월, 데이비는 블루 월 의석에서 의회 후보를 선정하는 절차를 시작했고 다음 달에는 길드포드의 첫 후보를 공개했다.
2021년 12월 2021년 노스 슈롭셔 보궐선거부터 이 용어의 사용은 보수당이 전통적으로 차지해 온 모든 의석을 의미하는 것으로 진화했다. 진화된 용어는 데이비가 노스 슈롭셔 의석을 블루 월에서 떨어져 나가는 또 다른 의석으로 묘사함으로써 입증되었다.
2022년 2월, 싱크탱크 온워드는 북잉글랜드가 레드 월의 일부로서 "다음 총선의 주요 격전지"가 될 것이며, "남부의 '블루 월'이 무너질 준비가 되었다는 증거는 없다"고 주장했다. 이 연구는 다음 선거의 격전지 의석 중 20%만이 남잉글랜드에 있을 것이며, 그러한 의석에서 보수당이 "땅을 얻을 수 있다"고 밝혔다. 온워드 이사 윌 태너는 "시간이 지남에 따라 남부는 꾸준히 덜 보수적으로 변하고 있지만, 2년 안에 홈 카운티 전역에 걸쳐 무너질 블루 월은 기다리고 있지 않다"고 말했다. 그러나 온워드는 특정 의석들이 "런던과 남동부에서 토리당에서 멀어지고 있으며 2~3번의 선거에서 떨어질 수 있다"고 인정했으며, 데이터 분석가 제임스 블래그든은 "[t]토리당의 심장부는 지난 30년 동안 북쪽으로 이동하고 있다"고 말했지만, 그들의 "전통적인 남부 심장부가 서서히 멀어질" 잠재력은 장기적으로 존재하며, 그들의 "가장 큰 단기적 우려"는 "레드 월의 후퇴, 상징적인 2019년 승리 상실, 그리고 그들의 다수당 지위에 심각한 위험을 초래하는 것"이라고 관찰했다.
보수당이 1,000석 이상을 잃은 2023년 영국 지방 선거 몇 주 후, 전 보수당 장관 데이비드 고크는 옵서버에게 블루 월이 "무너질 것"이라고 믿지만, 당분간은 아닐 것이라고 말했다. 그는 "보수당은 홈 카운티에서 진정한 장기적인 문제를 안고 있다"고 말했다. "리시 수낵은 블루 월 의석에 호소할 능력이 충분하지만, 그는 오랫동안 특정 방향으로 나아가는 것을 사람들이 보아온 당의 지도자이다. 그러한 기억은 빨리 사라지지 않을 것이다. 그것은 모두 '긴 보리스'의 요소가 있다."
Politics.co.uk는 2024년 영국 총선에서 노동당에 취약한 "42개의 블루 웰"을 지적했다. 2024년 영국 지방 선거 캠페인에서 에드 데이비는 서리에서 "토리당의 블루 월을 무너뜨릴" 자신이 있다고 말했다.

## 블루 월 선거구
다음 선거구들은 블루 월의 일부로 간주된다.
| 선거구                            | 주             | 잔류율 (2016년 EU 국민투표 기준) | 2015년 결과  | 2017년 결과  | 2019년 결과  | 2021년~2023년 보궐선거 | 2024년 총선  | 설명 |
| --------------------------------- | -------------- | -------------------------------- | ------------ | ------------ | ------------ | ---------------------- | ------------ | --- |
| 캔터베리                          | 켄트주         | 54.7%                            | 보수당 +18.4 | 노동당 +0.3  | 노동당 +3.1  |                        | 노동당 +18.4 | 1918년부터 2017년까지 보수당이 차지.                                                                                 |
| 체셤과 애머셤                     | 버킹엄셔주     | 55.0%                            | 보수당 +45.4 | 보수당 +40.1 | 보수당 +29.1 | 자민당 +21.2           | 자민당 +10.0 | 1974년부터 2021년까지 보수당이 차지.                                                                                 |
| 치핑 바넷                         | 그레이터런던   | 59.1%                            | 보수당 +14.5 | 보수당 +0.6  | 보수당 +2.1  |                        | 노동당 +5.7  | 1974년 신설부터 2024년까지 보수당이 차지.                                                                            |
| 시티오브런던 시티오브웨스트민스터 | 그레이터런던   | 71.4%                            | 보수당 +26.7 | 보수당 +8.2  | 보수당 +9.3  |                        | 노동당 +6.9  | 1950년 신설부터 2024년까지 보수당이 차지.                                                                            |
| 에셔와 월턴                       | 서리주         | 58.4%                            | 보수당 +50.2 | 보수당 +38.9 | 보수당 +4.4  |                        | 자민당 +22.3 | 1997년 신설부터 2024년까지 보수당이 차지.                                                                            |
| 길드포드                          | 서리주         | 58.9%                            | 보수당 +41.6 | 보수당 +30.7 | 보수당 +5.7  |                        | 자민당 +17.5 | 1910년부터 2001년까지, 2005년부터 2024년까지 보수당이 차지.                                                          |
| 히친과 하프런던                   | 하트퍼드셔주   | 60.3%                            | 보수당 +36.3 | 보수당 +20.5 | 보수당 +11.7 |                        | 노동당 +11.7 | 1997년 신설부터 2024년까지 보수당이 차지.                                                                            |
| 노스 슈롭셔                       | 슈롭셔주       | 40.2%                            | 보수당 +31.6 | 보수당 +29.4 | 보수당 +40.6 | 자민당 +15.6           | 자민당 +30.9 | 1832년부터 2021년까지 보수당이 차지 (단, 1904년부터 1906년까지는 제외).                                              |
| 퍼트니                            | 그레이터런던   | 73.2%                            | 보수당 +23.8 | 보수당 +3.3  | 노동당 +9.4  |                        | 노동당 +25.3 | 2005년부터 2019년까지 보수당이 차지.                                                                                 |
| 서머턴과 프롬                     | 서머싯주       | 46.7%                            | 보수당 +33.6 | 보수당 +35.8 | 보수당 +29.6 | 자민당 +21.2           | 자민당 +28.4 | 2015년부터 2023년까지 보수당이 차지.                                                                                 |
| 사우스 케임브리지셔               | 케임브리지셔주 | 61.6%                            | 보수당 +33.5 | 보수당 +24.6 | 보수당 +4.3  |                        | 자민당 +19.4 | 1997년 신설부터 2024년까지 보수당이 차지.                                                                            |
| 사우스 웨스트 서리                | 서리주         | 59.4%                            | 보수당 +50.0 | 보수당 +35.7 | 보수당 +14.6 |                        |              | 1983년 신설 이후 보수당이 차지. 2024년 총선에서 폐지되었으며, 대부분 고달밍과 애시로 대체되었고, 이는 보수당이 유지. |
| 세인트올번스                      | 하트퍼드셔주   | 62.6%                            | 보수당 +23.3 | 보수당 +10.7 | 자민당 +10.9 |                        | 자민당 +38.4 | 2005년부터 2019년까지 보수당이 차지.                                                                                 |
| 티버튼과 호니턴                   | 데번주         | 42.2%                            | 보수당 +37.5 | 보수당 +34.3 | 보수당 +40.7 | 자민당 +14.4           | 자민당 +14.4 | 1997년부터 2022년까지 보수당이 차지.                                                                                 |
| 윔블던                            | 그레이터런던   | 70.6%                            | 보수당 +26.1 | 보수당 +10.9 | 보수당 +1.2  |                        | 자민당 +22.9 | 2005년부터 2024년까지 보수당이 차지.                                                                                 |
| 워킹엄                            | 버크셔주       | 57.6%                            | 보수당 +43.2 | 보수당 +31.5 | 보수당 +11.9 |                        | 자민당 +15.5 | 1950년 신설부터 2024년까지 보수당이 차지.                                                                            |
| 위컴                              | 버킹엄셔주     | 52.0%                            | 보수당 +28.9 | 보수당 +12.3 | 보수당 +7.7  |                        | 노동당 +10.3 | 1951년부터 2024년까지 보수당이 차지.                                                                                 |

## 용어에 대한 비판
레드 월과 마찬가지로, 블루 월의 개념은 일반화라는 비판을 받았다. 싱크탱크 온워드의 수석 데이터 분석가인 제임스 블래그든은 남잉글랜드에 노동당의 레드 월에 상응하는 블루 월이 존재한다는 증거가 없다고 말했다.
만약 블루 월이 어디에든 존재했다면, 그것은 1990년대 런던이었다. 보수당은 1979년부터 1992년까지 모든 선거에서 전국보다 런던에서 더 좋은 득표율을 기록했다. 그러나 '곧 일어날 수정'이 있었다. 회귀 분석을 사용하여, 우리는 보수당이 1987년 런던 60개 의석 중 49개에서 인구 통계학적 예측을 초과 달성했음을 보여준다. 이 중 11개만이 10년 후 토니 블레어가 압승을 거둔 후에도 남았다. 시소는 보수당에 강하게 기울었고 결코 돌아오지 않았다. 너무나도 보수당은 현재보다 런던 의석에서 더 작은 비율을 차지한 적이 없다.

## 같이 보기
- 블루 월 (미국)
- 레드 월 (영국)
- 시 월 (영국 정치)

## 내용주
1. ↑  노스 슈롭셔는 1885년부터 1983년까지 오스웨스트리로 알려졌다